# Mary Brian
Pour les articles homonymes, voir Brian.
Mary Brian (née le 17 février 1906 à Corsicana, au Texas et morte le 30 décembre 2002 à Del Mar, en Californie) est une actrice américaine de cinéma.

## Filmographie partielle
- 1924 : Peter Pan de Herbert Brenon : Wendy Darling
- 1925 : L'École des mendiants (The Street of Forgotten Men) de Herbert Brenon : Mary Vanhern
- 1926 : Le Père Goriot (Paris at Midnight) de E. Mason Hopper : Victorine Taillefer
- 1926 : Tom, champion du stade (Brown of Harvard) de Jack Conway : Mary Abbott
- 1926 : Behind the Front de A. Edward Sutherland
- 1927 : Dans la peau du lion (Running Wild) de Gregory La Cava : Elizabeth
- 1927 : Volonté (Man Power) de Clarence G. Badger
- 1927 : Le Don Juan du cirque (Two Flaming Youths) de John Waters
- 1928 : Tel père, tel fils (Varsity) de Frank Tuttle
- 1928 : The Big Killing de F. Richard Jones
- 1928 : Harold Teen de Mervyn LeRoy
- 1928 : Deux Honnêtes Fripouilles (Partners in Crime) de Frank R. Strayer
- 1929 : Le Virginien (The Virginian) de Victor Fleming : Molly Stark Wood
- 1929 : L'Homme que j'aime (The Man I Love) de William A. Wellman : Celia Fields
- 1929 : The Marriage Playground de Lothar Mendes
- 1929 : Eaux troubles (Black Waters) de Marshall Neilan
- 1929 : Le Célèbre Capitaine Blake (River of Romance) de Richard Wallace : Lucy Jeffers
- 1930 : Only the Brave de Frank Tuttle : Barbara Calhoun
- 1930 : The Royal Family of Broadway de George Cukor et Cyril Gardner : Gwen Cavendish
- 1930 : Paramount on Parade, film musical à sketches (collectif)
- 1931 : Spéciale première (The Front Page) de Lewis Milestone : Peggy Grant
- 1932 : It's Tough to Be Famous d'Alfred E. Green
- 1932 : Blessed Event (en) de Roy Del Ruth
- 1932 : The Unwritten Law de Christy Cabanne
- 1932 : Manhattan Tower de Frank R. Strayer
- 1933 : L'affaire se complique (Hard to Handle) de Mervyn LeRoy : Ruth
- 1934 : College Rhythm de Norman Taurog
- 1935 : Les Joies de la famille (Man on the Flying Trapeze) de Clyde Bruckman
- 1935 : Charlie Chan à Paris (Charlie Chan in Paris) de Lewis Seiler : Yvette  Lamartine
- 1936 : La Chasse aux millions (The Amazing Quest of Ernest Bliss) d'Alfred Zeisler : Frances Clayton
- 1943 : La Kermesse des gangsters (I Escaped from the Gestapo) de Alexander Hall : Helen